# تلویزیون دریم‌ورکس
تلویزیون دریم ورکس یک شرکت پخش و تولید برنامه‌های تلویزیونی بود که بخشی از دریم ورکس پیکچرز بود. در سال ۲۰۱۳ در تلویزیون اَمبلین ادغام شد.

## تولیدات
از تولیدات این شرکت می‌توان به اولیور بین، جوخه برادران، اقیانوس آرام، آمریکایی‌ها را نام برد.